# غوزمان سالازار
غوزمان سالازار هو مبارز بالسيف كوبي، ولد في 29 نوفمبر 1951.

## وصلات خارجية
- غوزمان سالازار على موقع أوليمبيديا (الإنجليزية)